# Port lotniczy Kaługa (Grabcewo)
Port lotniczy Kaługa (Grabcewo) (IATA: KLF, ICAO: UUBC) – port lotniczy położony 6 km na północny wschód od Kaługi, w obwodzie kałuskim, w Rosji.

## Linie lotnicze i połączenia
| Linia Lotnicza        | Kierunek                                                                                      |
| --------------------- | --------------------------------------------------------------------------------------------- |
| AZIMUT                | 1. Mineralne Wody 2. Murmańsk (powrót od 4 marca 2024) 3. Sankt Petersburg 4. Soczi 5. Erywań |
| Severstal Air Company | 1. Mińsk                                                                                      |